# Коуш

Коуші: a - круглий; b - продовгувастий.

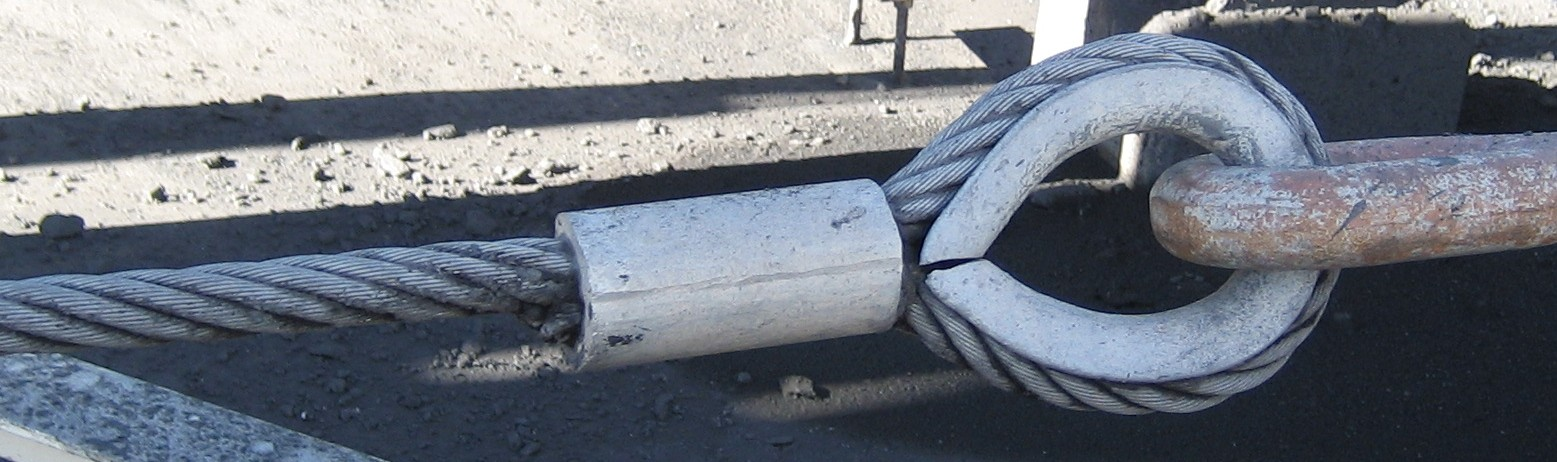
Коуш для закріплення каната.

Коуш клиновий

Ко́уш (від нім. Kausche чи нід. kous — «панчоха») — крапляста, кругла чи трикутна оправка з металу з жолобом на зовнішньому боці. Коуш вставляється в петлю троса (огон), щоб зберегти його від стирання чи зламу. Петля з коушем виходить більш плавною.
Коуш часто виготовляють з вуглецевої сталі, оцинковують, але бувають і пластикові.

## У морській справі
На суднах і портах коуш широко застосовується в піднімних пристроях, використовується для виготовлення стропів. У морській практиці коуші використовуються для кріплення тросів до конструкцій чи такелажу.

## У гірництві
Ко́уш — частина підвісного пристрою, форма коуша кругла, продовгуваста та ін.
Коуш клиновий, (рос. коуш клиновой, англ. wedge-shaped thimble, dead-eye,
нім. Keilkausche f — частина підвісного пристрою для закріплення каната на підйомній посудині.